# Freedom of the Seas
La Freedom of the Seas è una nave da crociera della compagnia norvegese-statunitense Royal Caribbean International, costruita nei cantieri finlandesi di Aker Finnyards (attualmente STX Shipbuilding Europe) a Turku. Fu la prima nave della classe omonima Freedom, e fino alla costruzione della nave Oasis of the Seas nel 2009, fu insieme con le navi gemelle Liberty of the Seas e Independence of the Seas la nave passeggeri più grande del mondo.

## Costruzione
La costruzione nel bacino di carenaggio in cui successivamente furono costruite anche le altre navi della classe Freedom,
fu iniziata nel 2004.

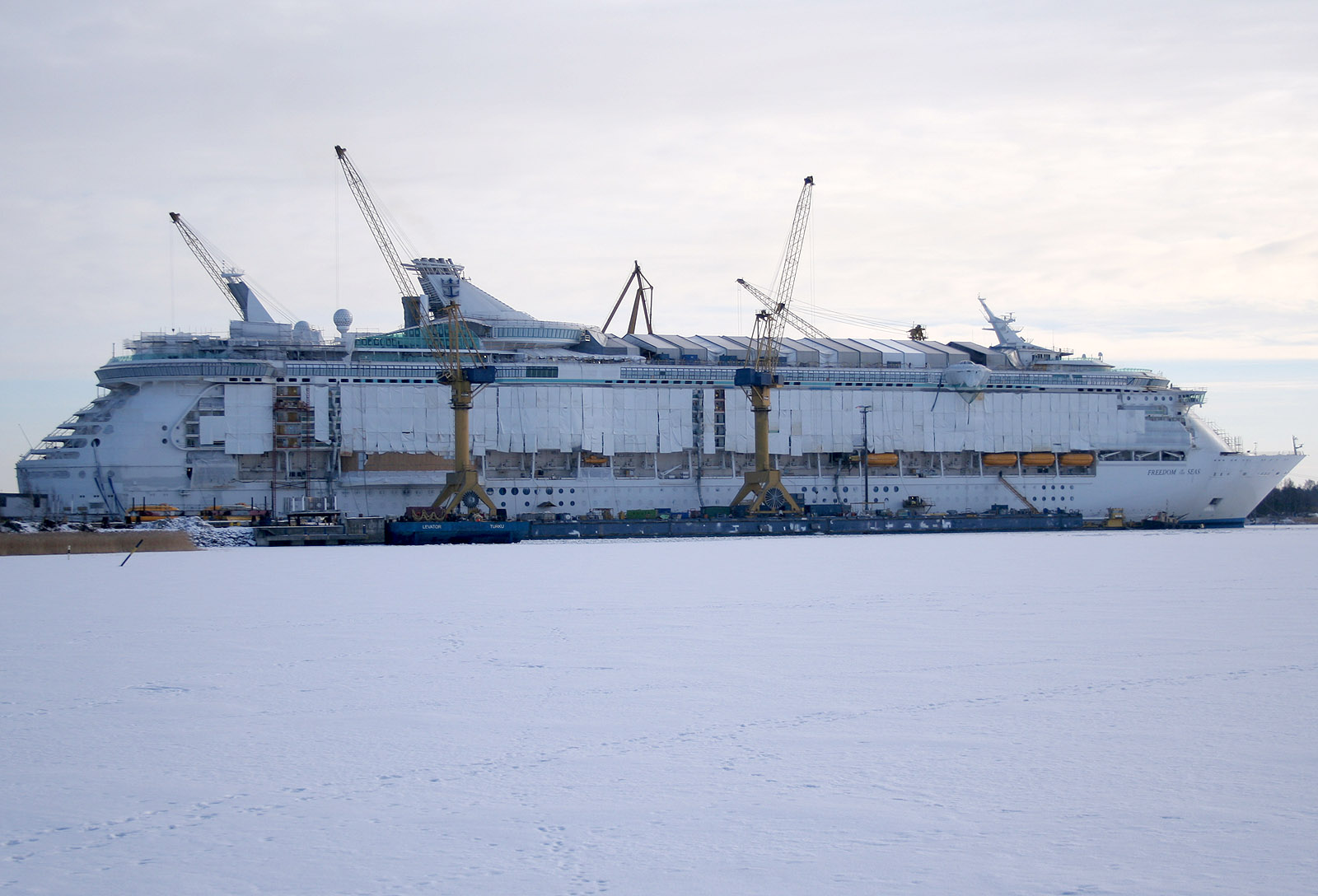
Freedom of the Seas durante la costruzione in Finlandia

Quando è stata completata nel 2006, ha strappato il primato della nave passeggeri più grande del mondo al transatlantico britannico Queen Mary 2. Anche se 2,4 m più stretta, 6,2 m più corta, 1,5 m meno profonda, 8,3 m più bassa e 8,5 nodi più lenta, la Freedom of the Seas è più grande della QM2 per la stazza lorda maggiore. La stima ufficiale della società di classificazione norvegese Det Norske Veritas, fu di 154.407 tonnellate, circa 6000 t in più delle 148.528 t di Queen Mary 2. Il costo di costruzione era di circa 800 milioni di dollari.

## Dati tecnici
La Freedom of the Seas è lunga 338,77 m e larga 38 m. Naviga alla velocità massima di 21,6 nodi (40 km/h). La nave è spinta dalla propulsione diesel-elettrica con 6 motori Diesel Wärtsilä 46 V12, 12,6 MW (17.000 CV)  a 514 giri/min, per un totale di 75.6 MW, come generatori di energia elettrica, e i 3 pod di propulsione Asea Brown Boveri (ABB) Azipod - uno fisso e due azimutali, con la potenza complessiva di 42 MW. La nave dispone anche di 4 propulsori trasversali di prua, per una manovrabilità più facile nei porti. Le scialuppe di salvataggio sono 30, e Il consumo di carburante è di 12,80 t all'ora.

## Interni
La nave dispone di 18 ponti, 15 dei quali per i passeggeri, 242 cabine esterne senza balcone (cca. 15 m²), 842 cabine con balcone (cca. 19 m²), 733 cabine interne (172 delle quali con la vista sul ponte di passeggio interno). La cabina più grande, l'appartamento presidenziale, ha 113 m². La capacità passeggeri standard è di 3.600, o 4.370 alla massima capienza, e con i 1.300 membri dell'equipaggio, la nave porta 5.730 persone in totale. La Freedom of the Seas, come le altre navi delle classi Freedom e Voyager, e contraddistinta dal ponte di passeggio interno (Royal Promenade) lungo 135 m, largo 9 m e alto 4 ponti, dove sono concentrati i principali ristoranti, centri commerciali e di divertimento, la biblioteca, e il teatro con 1.350 posti.

## La carriera

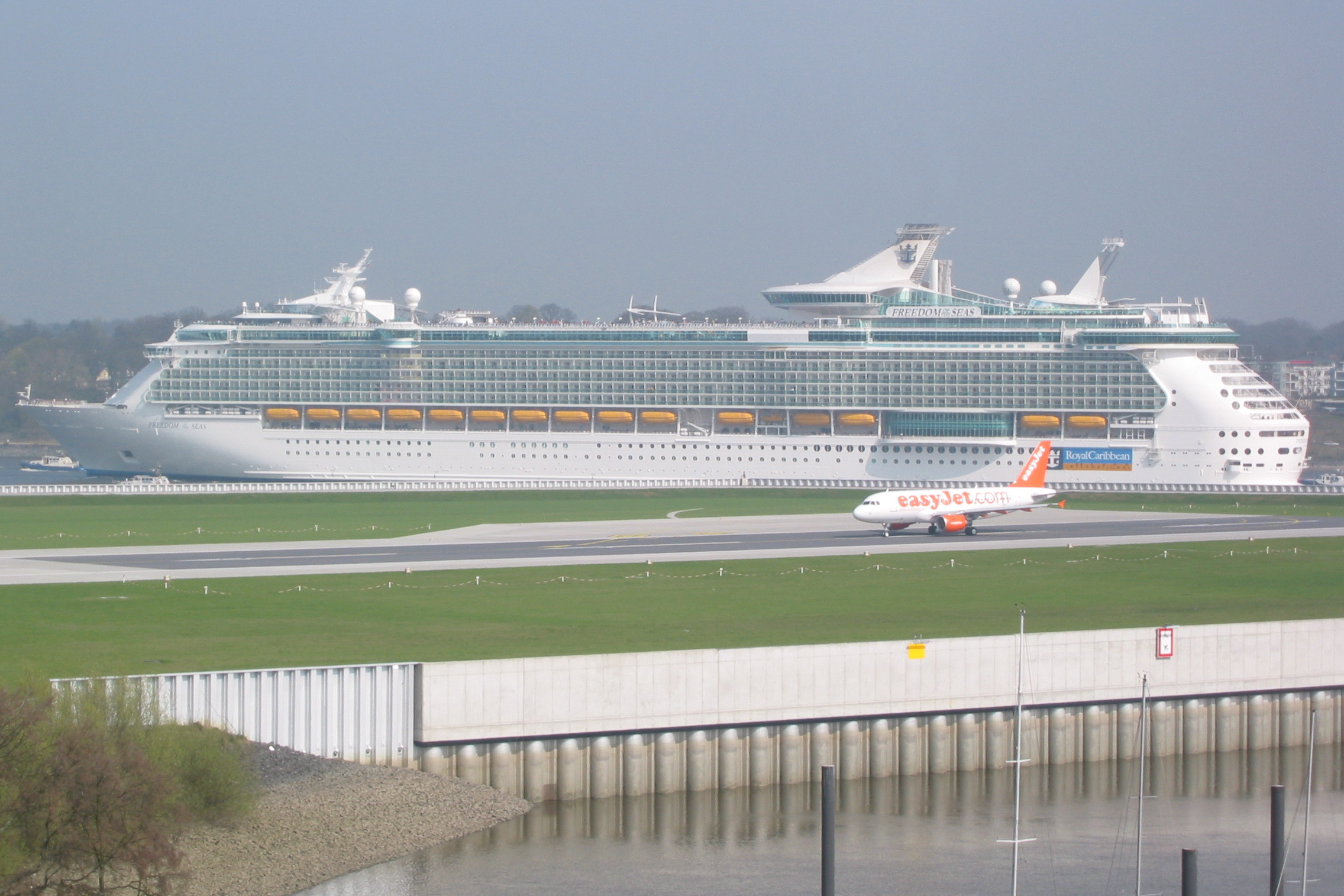
Una delle più grandi navi passeggeri nel mondo. Comparazione con l'Airbus A319

Una volta terminato il completamento, la Freedom of the Seas è entrata nel bacino di carenaggio nel cantiere Blohm + Voss ad Amburgo in Germania per riparazioni di un supporto danneggiato di una delle Azipod e per le ultime rifiniture prima della consegna alla compagnia Royal Caribbean International il 24 aprile 2006. Il giorno successivo la nave è salpata per Oslo in Norvegia per i festeggiamenti ufficiali. Il 29 aprile è arrivata a Southampton, da dove è ripartita il 3 maggio per la prima traversata atlantica. È arrivata nel porto di New York il 12 maggio, per la cerimonia del battesimo nel terminal passeggeri Cape Liberty Cruise Port, trasmessa in diretta dalla NBC. Dopo la permanenza a Boston, tra 19 e 22 maggio, il 4 giugno è salpata da Miami per la prima crociera nei Caraibi, Messico, Isole Cayman, Giamaica e Haiti. Fino al maggio 2009, il porto d'imbarco per la Freedom of the Seas era Miami, e poi Port Canaveral dove ha sostituito la Mariner of the Seas.

## Galleria d'immagini

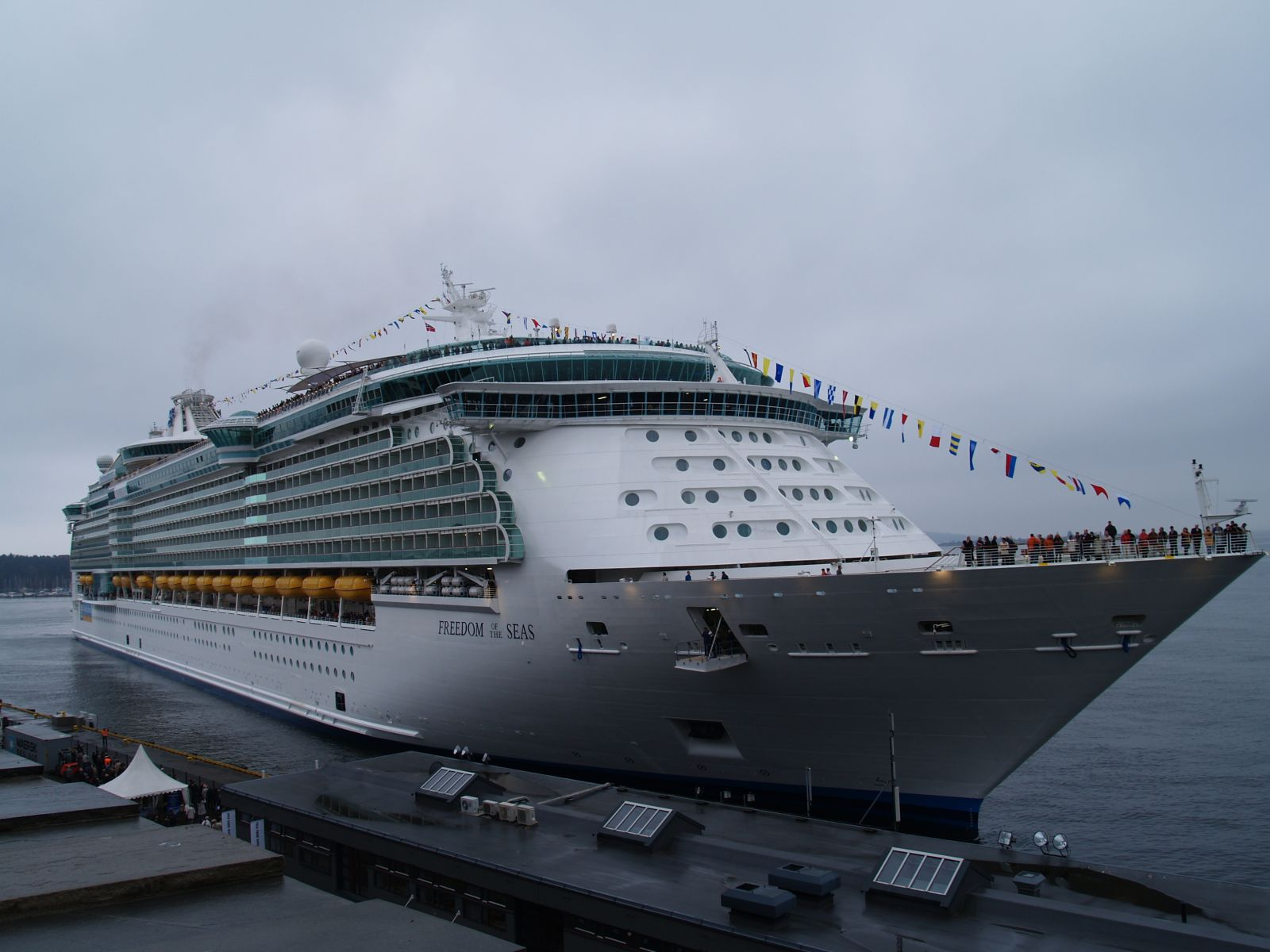
Oslo, Norvegia 2006.
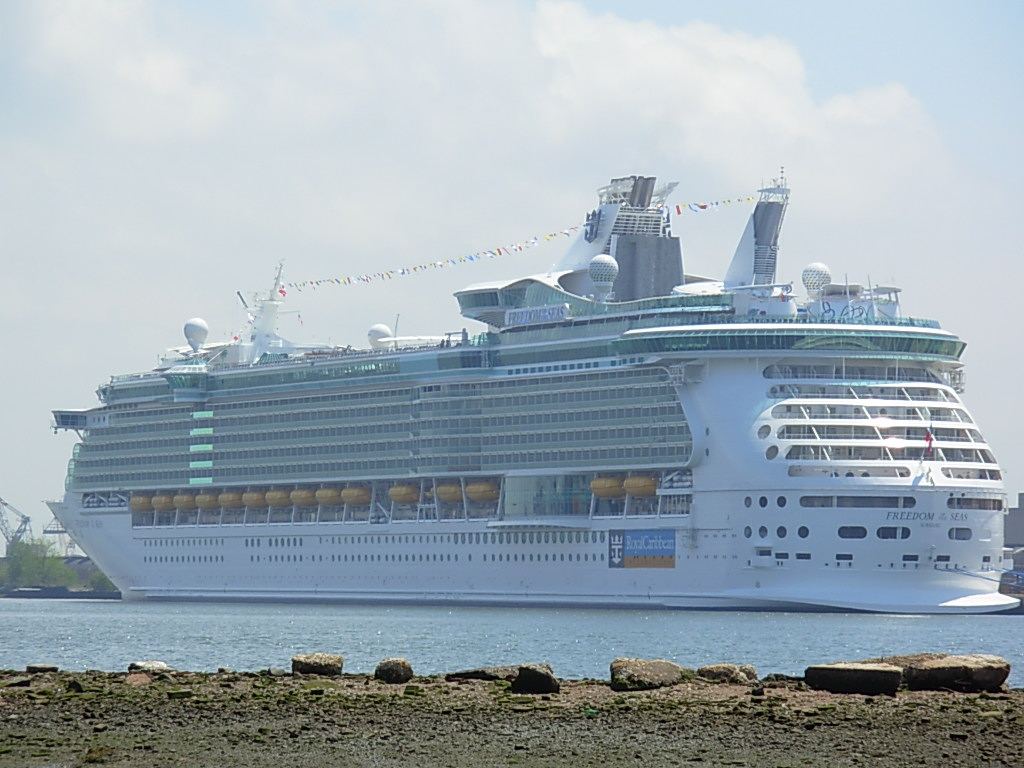
Cape Liberty Cruise Port, Bayonne, New Jersey, Stati Uniti 2006.
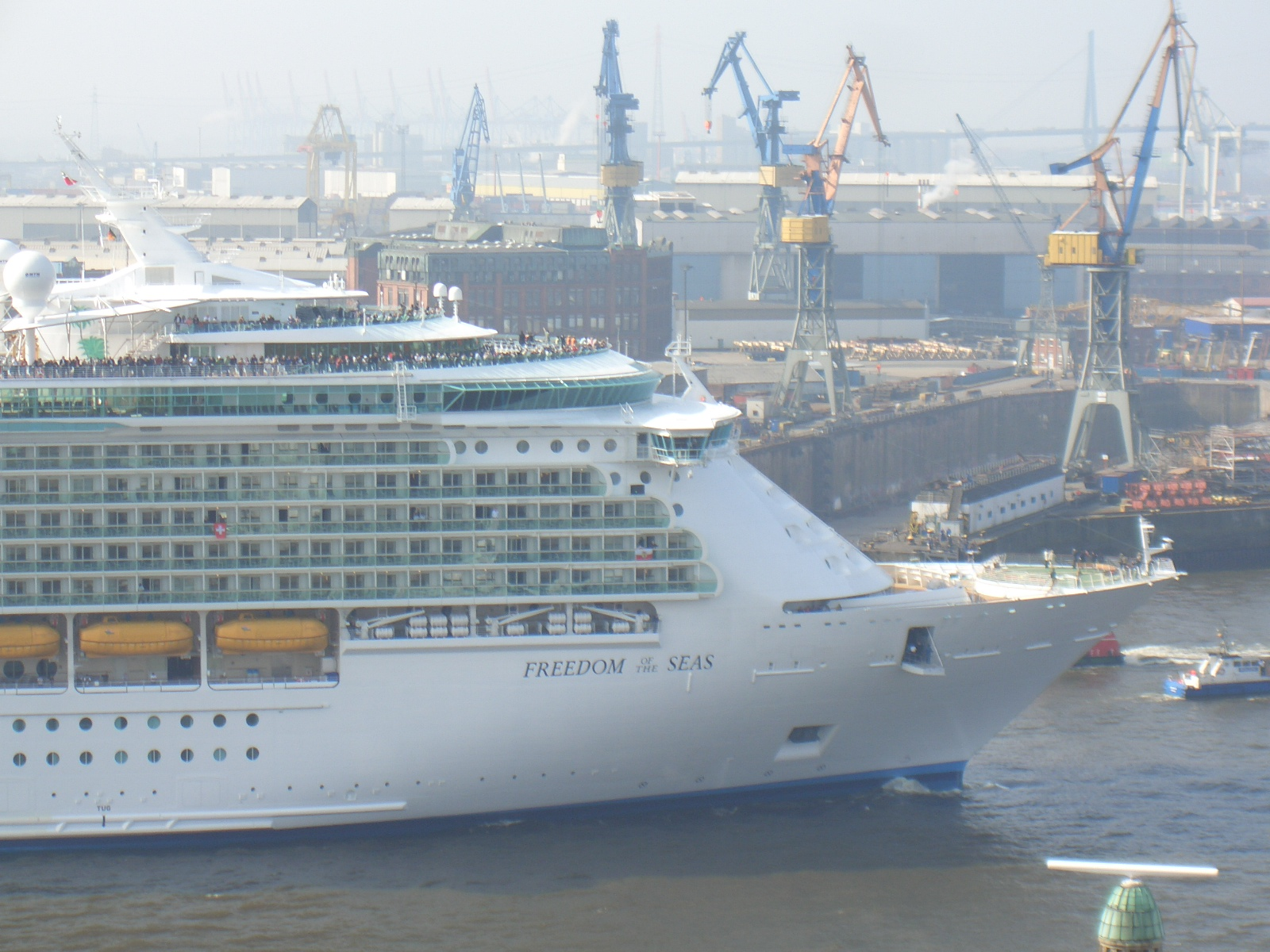
Amburgo, Germania 2006.
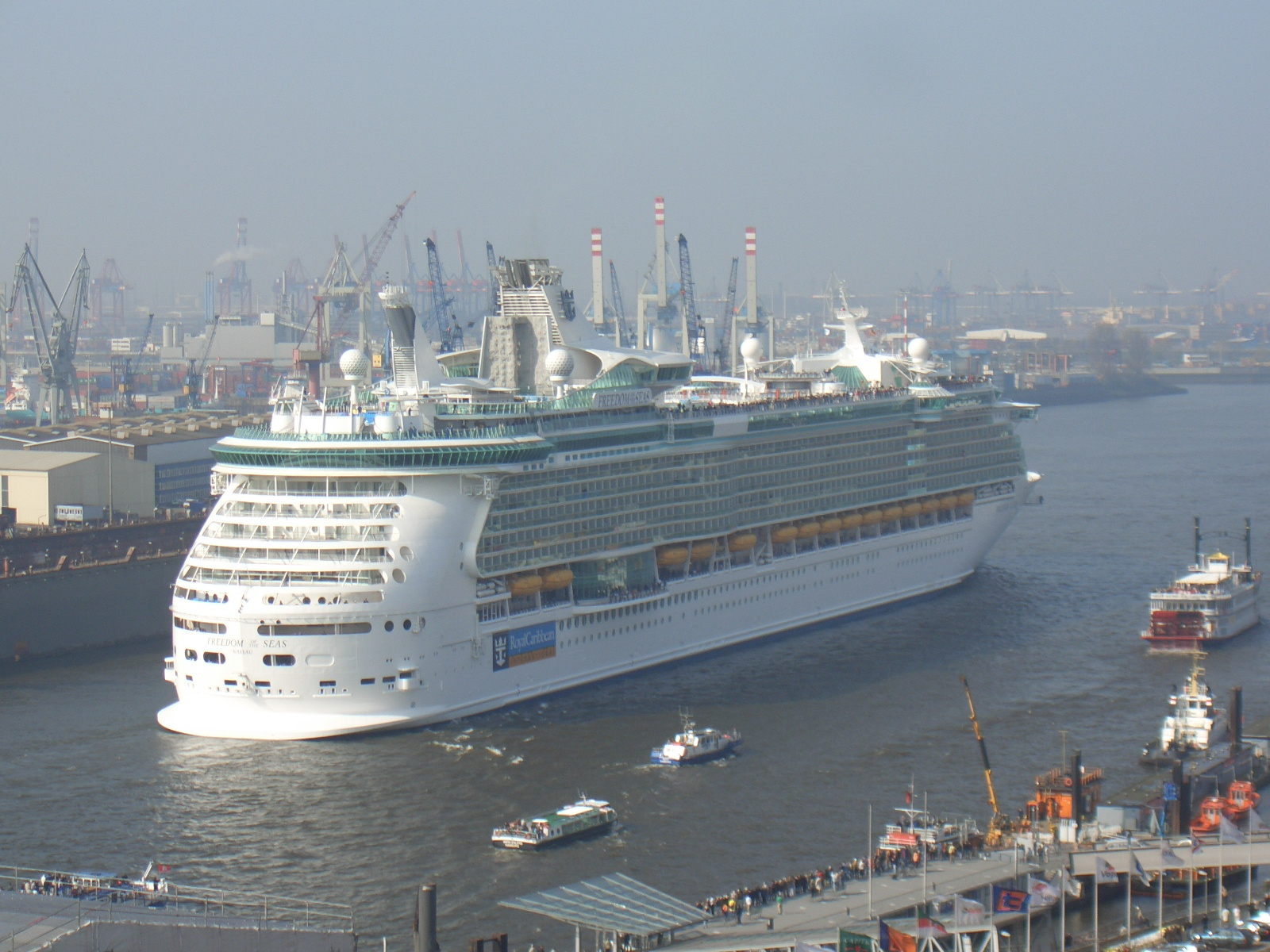
Amburgo, Germania 2006.